# Parapodisma mikado
Parapodisma mikado är en insektsart som först beskrevs av Bolívar, I. 1890.  Parapodisma mikado ingår i släktet Parapodisma och familjen gräshoppor. Inga underarter finns listade i Catalogue of Life.